# Disphragis fulgens
Disphragis fulgens is een vlinder van de familie tandvlinders (Notodontidae).
De wetenschappelijke naam van de soort is voor het eerst geldig gepubliceerd in 2010 door Paul Thiaucourt.

## Type
- holotype: "male"
- instituut: MNHN Parijs, Frankrijk
- typelocatie: "Ecuador, Morona-Santiago, route Limon-Mendez, pk 22.5, 1300 m"